# Lallemandana phalerata
Lallemandana phalerata är en insektsart som först beskrevs av Carl Stål 1854.  Lallemandana phalerata ingår i släktet Lallemandana och familjen spottstritar. Inga underarter finns listade i Catalogue of Life.